# 宮川知子
宮川 知子（みやかわ ともこ）は、日本の漫画家、イラストレーター、アニメーター、キャラクターデザイナー。
ジュエルペットの作者として知られる。また同アニメシリーズのキャラクターデザイナーでもある。

## 参加作品

### テレビアニメ
2005年
- おねがいマイメロディ（キャラクターデザイン）

2006年
- おねがいマイメロディ 〜くるくるシャッフル!〜（キャラクターデザイン・作画監督）

2007年
- おねがいマイメロディ_すっきり♪（キャラクターデザイン・作画監督）

2008年
- おねがい♪マイメロディ_きららっ★（キャラクターデザイン・作画監督）

2009年
- ジュエルペット（キャラクターデザイン・作画監督）

2010年
- ジュエルペット てぃんくる☆（キャラクターデザイン・作画監督）
- 探偵オペラ ミルキィホームズ（プロップデザイン）

2011年
- ジュエルペット サンシャイン（キャラクターデザイン）

2012年
- ジュエルペット_きら☆デコッ!（キャラクターデザイン・作画監督）

2013年
- ジュエルペット ハッピネス（キャラクターデザイン・作画監督）

2014年
- レディ ジュエルペット（キャラクターデザイン・総作画監督）
- プリパラ（プロップデザイン）

2015年
- ジュエルペット マジカルチェンジ（キャラクターデザイン）
- 城下町のダンデライオン（作画監督）

2016年
- 三者三葉（作画監督）
- 美男高校地球防衛部LOVE!LOVE!（サブキャラクターデザイン・プロップデザイン・総作画監督）
- 競女!!!!!!!!
- リルリルフェアリル～妖精のドア～

2017年
- ナンバカ（作画監督）
- アイドルタイムプリパラ（プロップデザイン・作画監修）

2018年
- 美男高校地球防衛部HAPPY KISS!（キャラクターデザイン・総作画監督）
- 百錬の覇王と聖約の戦乙女（作画監督）

2019年
- RobiHachi（サブキャラクターデザイン・総作画監督）
- KING OF PRISM -Shiny Seven Stars-

2021年
- Fairy蘭丸〜あなたの心お助けします〜（キャラクターデザイン・総作画監督）

2022年
- シャドウバースF（デジフレデザイン・作画監督）

2023年
- 英雄王、武を極めるため転生す 〜そして、世界最強の見習い騎士♀〜（サブキャラクターデザイン・総作画監督）
- おかしな転生（キャラクターデザイン・総作画監督）

2024年
- 変人のサラダボウル（総作画監督）

2025年
- 白豚貴族ですが前世の記憶が生えたのでひよこな弟育てます（キャラクターデザイン・総作画監督・OP総作画監督・ED作画監督）

### 劇場アニメ
2012年
- おねがいマイメロディ 友&愛（キャラクターデザイン）
- ジュエルペット スウィーツダンスプリンセス（キャラクターデザイン・総作画監督）

2016年
- 映画プリパラ み〜んなのあこがれ♪レッツゴー☆プリパリ（プロップデザイン）

2017年
- 劇場版プリパラ み〜んなでかがやけ!キラリン☆スターライブ!（プロップデザイン）

2022年
- ジュエルペット あたっくとらべる!（ジュエルペットアニメデザイン）

2025年
- 美男高校地球防衛部ETERNAL LOVE!（キャラクターデザイン）

### OVA
- 美男高校地球防衛部LOVE!LOVE!LOVE!（2018年、サブキャラクターデザイン・プロップデザイン・総作画監督[15]）

### Webアニメ
- アイドルランドプリパラ（2021年 - 2024年、サブキャラクターデザイン）

### その他
- おねがいマイメロディ はいすく〜る（2013年 - 2015年、スマッシュ文庫、イラスト）
- ダリヤ こどもリップクリーム - マツモトキヨシなどで販売されているリップクリームのキャラクター[16]